# Тинсли, Ли
Ли Оуэн Тинсли (англ. Lee Owen Tinsley; 4 марта 1969, Шелбивилл, Кентукки — 12 января 2023, Скотсдейл, Аризона) — американский бейсболист и тренер, играл на позиции аутфилдера. Выступал за ряд клубов Главной лиги бейсбола с 1993 по 1997 год. На драфте Главной лиги бейсбола 1987 года был выбран в первом раунде под общим одиннадцатым номером.

## Биография

### Ранние годы и начало карьеры
Ли Оуэн Тинсли родился 4 марта 1969 года в Шелбивилле в штате Кентукки. Учился в городской старшей школе. Успешно играл в американский футбол на позициях квотербека и ди-бэка, у него было предложение спортивной стипендии от университета Пердью. Но в бейсбол Тинсли добился ещё больших успехов — в последнем сезоне школьной карьеры в 1987 году он отбивал с показателем 56,9 %, выбил 15 хоум-ранов и набрал 40 RBI. Летом того же года на драфте Главной лиги бейсбола он был выбран клубом «Окленд Атлетикс» в первом раунде под одиннадцатым номером.
Подписав контракт, Тинсли начал карьеру в команде «Медфорд Атлетикс» в Северо-западной лиге. В профессиональном бейсболе ему удалось заиграть не сразу, в двух из первых трёх сезонов его эффективность на бите не превышала 20,0 %. В 1989 году он установил антирекорд Лиги Среднего запада, получив 177 страйкаутов. В следующем сезоне Тинсли наконец добился прогресса, подняв показатель отбивания до 25,1 % и украв 44 базы. В 1991 году его перевели на уровень AA-лиги, но в июле он был обменян в «Кливленд Индианс».

### Главная лига бейсбола
После перехода Тинсли заиграл лучше, в фарм-системе «Кливленда» ему удалось продвинуться до уровня AAA-лиги, но в конце 1992 года результативность снова снизилась. Клуб выставил его на драфт отказов, после чего он перешёл в «Сиэтл Маринерс». Тренер команды Лу Пинелла любил скоростных игроков, умение отбивать с обеих сторон и играть в защите на всех трёх позициях в аутфилде также помогло Тинсли закрепиться в составе в роли дублёра Кена Гриффи, Джея Бюнера и Майка Фелдера. В дебютном сезоне в Главной лиге бейсбола он принял участие в одиннадцати играх, отбивая с результатом 15,8 %. В играх за фарм-клуб «Калгари Кэннонс» он действовал успешнее — показатель отбивания выше 30,0 % и 34 украденных базы. Его игра заинтересовала клуб «Бостон Ред Сокс» и в марте 1994 года состоялся обмен.
В новой команде ему тоже отвели роль универсального запасного. Тинсли играл на разных позициях в аутфилде, выходил на поле пинч-раннером и украл 13 баз. Сезон 1995 года стал для него лучшим в карьере. После ухода Отиса Никсона он занял место основного центрфилдера и сыграл 100 матчей с показателем отбивания 29,4 %, установил личные рекорды по количеству выбитых даблов и хоум-ранов. «Ред Сокс» выиграли Восточный дивизион Американской лиги, а затем проиграли в первом раунде плей-офф «Кливленду». На финише сезона в составе клуба дебютировал аутфилдер Дуэйн Хози, и руководство решило сделать ставку на более молодого игрока. В январе 1996 года Тинсли обменяли в «Филадельфию».
Возвращение к роли запасного далось ему непросто. В регулярном чемпионате Тинсли сыграл за «Филлис» в 31 матче с атакующей эффективностью 13,5 %. Он также получил травму грудной мышцы и некоторое время провёл в фарм-клубе, набирая форму. В июне его обменяли обратно в «Ред Сокс». Там он играл увереннее, но получил ещё одну травму — порвал связки большого пальца руки. Повреждение не позволяло Тинсли играть на бите, поэтому он появлялся на поле только как раннер. После окончания сезона его вновь обменяли, на этот раз в «Маринерс».
Весной 1997 года Тинсли снова попал в стартовый состав «Сиэтла». Он играл слева в аутфилде и некоторое время заменял Кена Гриффи в центре, когда тот болел. Летом ему самому пришлось пропустить несколько месяцев из-за травмы, а после возвращения в строй он играл нерегулярно. В регулярном чемпионате Тинсли суммарно провёл 49 матчей, отбивая с результатом 19,7 %. После окончания сезона он получил статус свободного агента и больше в лигу не возвращался. Ещё несколько лет он провёл в различных командах AAA-лиги, играл в Мексике, а карьеру завершил в клубе независимой Западной лиги «Вэлли Вайперс».

### Тренерская карьера
Тренировать Тинсли начал сразу же после того, как закончил играть. В 2001 году он был назначен тренером отбивающих в «Эль-Пасо Дьяблос», фарм-команде «Аризоны Даймондбэкс». Позднее он работал в организации тренером аутфилдеров и координатором бейс-раннинга, проводил занятия с новичками в осенней лиге. В 2006 году Тинсли вошёл в тренерский штаб основного состава «Аризоны» в качестве тренера первой базы. С 2008 по 2010 год он занимал аналогичную должность в «Маринерс». Также он был координатором аутфилдеров «Чикаго Кабс», ассистентом тренера отбивающих «Цинциннати Редс» и тренером в системе «Лос-Анджелес Энджелс».
Ли Тинсли скончался 12 января 2023 года в Скотсдейле в возрасте 53 лет.